# 汪丽蕙
汪丽蕙（1929年—2002年10月1日），女，中国心血管病专家，曾任北京大学第一医院院长、教授、博士生导师。